# Lago Eduardo
O Lago Eduardo, Eduardo Nianza ou Rutanzige é o menor dos seis Grandes Lagos Africanos. Está localizado no Rifte Albertino, na fronteira entre a República Democrática do Congo e o Uganda, uns poucos quilômetros ao sul da Linha do Equador.

## História
O lago foi avistado pelo explorador britânico Henry Morton Stanley pela primeira vez em 1875. Na ocasião, Stanley pensou que tratava-se de parte do Lago Alberto e o nomeu como Beatrice Gulf. Em sua segunda visita ao local, entre 1888 e 1889, observou que eram dois lagos independentes e então rebatizou em homenagem ao então príncipe de Gales e posterior monarca britânico Eduardo VII do Reino Unido.
Durante a ditadura de Idi Amin, o lago teve seu nome modificado para Lago Idi Amin, recuperando seu nome original após a queda do ditador, em 1979.